# Levi Rost
Levi Ryan Rost (St. Johns, 18 marzo 1983) è un ex cestista statunitense.